# 1524
| [ Edytuj tabelę ]                 | |
| Król Polski                       | - 1507 Zygmunt I Stary 1548 |
| Współksiążęta Andory              | - 1515 Joan d’Espés 1530 - 1517 Henryk II 1555 |
| Król Anglii                       | - 1509 Henryk VIII 1547 |
| Władca Azteków                    | - 1521 Hernán Cortés 1525 |
| Elektor Brandenburgii             | - 1499 Joachim I Nestor 1535 |
| Książę Bawarii                    | - 1508 Wilhelm IV 1550 - 1516 Ludwik X 1545 |
| Sułtan Brunei                     | - 1521 Abdul Kahar 1575 |
| Cesarz Chin                       | - 1521 Jiajing 1566 |
| Król Czech                        | - 1516 Ludwik II Jagiellończyk 1526 |
| Król Danii                        | - 1523 Fryderyk I 1533 |
| Dalajlama                         | - 1475 Gendun Gjaco 1541 |
| Cesarz Etiopii                    | - 1508 Lybne Dyngyl 1540 |
| Król Francji                      | - 1515 Franciszek I 1547 |
| Król Hiszpanii                    | - 1516 Karol I 1556 |
| Hrabia Holandii                   | - 1515 Karol I Habsburg 1555 |
| Szach Iranu                       | - 1501 Isma’il I 1524 - 1524 Tahmasp I 1576 |
| Władca Inków                      | - 1493 Huayna Capac 1527 |
| Lord Irlandii                     | - 1509 Henryk VIII Tudor 1542 |
| Cesarz Japonii                    | - 1500 Go-Kashiwabara 1526 |
| Kalif                             | - 1520 Sulejman I 1566 |
| Patriarcha Konstantynopola        | - 1522 Jeremiasz I 1545 |
| Władca Korei                      | - 1506 Chungjong 1544 |
| Wielki książę litewski            | - 1506 Zygmunt I Stary 1548 |
| Sułtan Maroka                     | - 1505 Muhammad al-Burtukali 1524 - 1524 Abu al-Abbas Ahmad 1545 |
| Książę Mediolanu                  | - 1521 Franciszek II 1535 |
| Wielki książę moskiewski          | - 1505 Wasyl III 1533 |
| Król Nawarry                      | - 1516 Henryk II 1555 |
| Król Norwegii                     | - 1523 Fryderyk I 1533 |
| Sułtan Omanu                      | - 1500 Muhammad ibn Isma’il 1529 |
| Elektor Palatynatu                | - 1508 Ludwik V 1544 |
| Papież                            | - 1523 Klemens VII 1534 |
| Król Portugalii                   | - 1521 Jan III 1557 |
| Cesarz Rzymski (niemiecki)        | - 1519 Karol V Habsburg 1558 |
| Kapitanowie Regenci San Marino    | - 1523 Francesco di Simone Belluzzi Francesco di Sante di Biagio 1524 - 1524 Camillo di Menetto Bonelli Leonardo di Giovanni Belluzzi 1524 - 1524 Giacomo di Antonio Giannini Bartolomeo di Antonio Amanti 1525 |
| Elektor Saksonii                  | - 1486 Fryderyk I Mądry 1525 |
| Król Szkocji                      | - 1513 Jakub V 1542 |
| Król Szwecji                      | - 1521 Gustaw I Waza 1560 |
| Król Tajlandii                    | - 1491 Ramathibodi II 1529 |
| Sułtan Turków                     | - 1520 Sulejman Wspaniały 1566 |
| Doża Wenecji                      | - 1523 Andrea Gritti 1538 |
| Król Węgier                       | - 1516 Ludwik II 1526 |
| Cesarz Wietnamu                   | - 1522 Lê Cung Hoàng 1527 |
| Wielki mistrz zakonu krzyżackiego | - 1510 Albrecht Hohenzollern 1525 |

Rok 1524 / MDXXIV
stulecia: XV wiek ~
XVI wiek ~
XVII wiek

lata: 1514 «
1519 «
1520 «
1521 «
1522 «
1523 «
1524
» 1525
» 1526
» 1527
» 1528
» 1529
» 1534

## Wydarzenia w Polsce
- 3 czerwca – Mikołaj Kopernik napisał we Fromborku List przeciwko Wernerowi, którego adresatem był kanonik krakowski Bernard Wapowski. Jest to druga znana praca astronomiczna Kopernika, w której wyraża swoją opinię na temat prac matematyczno-astronomicznych norymberskiego matematyka Johannesa Wernera.
- 26 grudnia – w Piotrkowie rozpoczął obrady sejm[1].

- Sojusz między Jagiellonami a Walezjuszami wymierzony w Habsburgów, który miał zostać poparty dwoma mariażami, jednak ostatecznie Franciszek I wybrał inną opcję i porozumiał się z papieżem Klemensem VII, z którego bratanicą Katarzyną Medycejską ożenił swojego syna Henryka II.

## Wydarzenia na świecie
- 17 stycznia – włoski żeglarz Giovanni da Verrazzano wypłynął z Madery w podróż do Ameryki Północnej w celu znalezienia przejścia północno-zachodniego.
- 20 lutego – Hiszpański podbój Majów: miała miejsce bitwa pod Quetzaltenango.
- 17 kwietnia – Giovanni da Verrazzano jako pierwszy Europejczyk dotarł do terenów dzisiejszego Nowego Jorku.
- 30 kwietnia – V wojna włoska: wojska francuskie we Włoszech zostały rozbite przez wojska cesarskie w bitwie nad rzeką Sesia, podczas której zginął słynny francuski dowódca Pierre du Terrail de Bayard.
- 8 czerwca – hiszpański podbój Ameryki: w bitwie pod Acaxual (dzisiejszy Salwador) Indianie Pipil pokonali Hiszpanów i sprzymierzonych z nimi Indian dowodzonych przez Pedra de Alvorado.
- 1 września – podpisanie recesów z Malmö oficjalnie zakończyło szwedzką wojnę o niepodległość.

- W krajach niemieckich wybuchło chłopskie powstanie przeciwko feudałom (wojna chłopska w Niemczech). Na przełomie 1524/25 powstańcy wydali swój pierwszy program - Artikelbrief. Powstanie się rozprzestrzeniało, bunty i zamieszki chłopskie niszczyły kraj.
- Sadyci odbili Marrakesz z rąk Wattasydów.

## Urodzili się
- 28 maja – Selim II, sułtan turecki (zm. 1574)
- 3 sierpnia - Kaspar von Logau, duchowny katolicki, biskup wrocławski (zm. 1574)
- 7 września – Thomas Erastus, dr prof. medycyny w Bazylei (zm. 1583)
- 11 września – Pierre de Ronsard, francuski poeta (zm. 1585)
- 5 października – Rani Durgavati, królowa Gondwany (zm. 1564)

- Data dzienna nieznana: 
  - Stanisław Grzepski, matematyk, polihistor, filolog klasyczny (grecysta), historyk, numizmatyk, profesor Akademii Krakowskiej

## Zmarli
- 11 lutego – Izabela Aragońska, księżna Mediolanu, matka Bony Sforzy, królowej Polski (ur. 1470)
- 31 maja – Kamila Baptysta Varano, włoska błogosławiona (ur. 1458)
- 23 maja – Isma'il I, szach Iranu (ur. 1487)
- 20 lipca – Klaudia Walezjuszka, córka Ludwika XII, królowa Francji, żona Franciszka I (ur. 1499)
- 24 grudnia – Vasco da Gama, portugalski odkrywca, który jako pierwszy dotarł drogą morską z Europy do Indii (ur. ok. 1469)